# 戴宅
戴宅，位於江苏省昆山市周庄镇中市街70-74号，面街临河，是一处昆山市文物保护单位。

## 历史
戴宅建于民国初年，包括东、中、西三幢并列的独立建筑，分别为浙江商人戴之杰、戴之仍、戴之佐兄弟三人的商铺住宅，前后均为四进，共有房屋60余间。东、中、西三座戴宅现分别为大诚堂中药铺、“贞丰人家”民居客栈和“聚宝轩”，建筑面积分别有728.3平方米、925.03平方米和372.24平方米。

## 保护
2004年7月8日，戴宅公布为第三批昆山市文物保护单位。